# Масальтепекский сапотекский язык
Масальтепекский сапотекский язык (Etla Zapotec, Mazaltepec Zapotec, Santo Tomás Mazaltepec Zapotec, Zapoteco de Santo Tomás Mazaltepec) — сапотекский язык, на котором говорят в городах Сан-Андрес-Саутла, Сан-Педро-и-Сан-Пабло-Этла, Санто-Томас-Масальтепек северо-западной части муниципалитета Оахака-де-Хуарес округа Этла долины Западная Оахака штата Оахака в Мексике. Масальтепекский находится в стороне от других сапотекских языков.